# 北沙灘駅
北沙灘駅（ほくさたんえき）は北京市海淀区に位置する北京地下鉄15号線の駅である。

## 歴史
- 2014年12月28日 - 開業。

## 駅構造

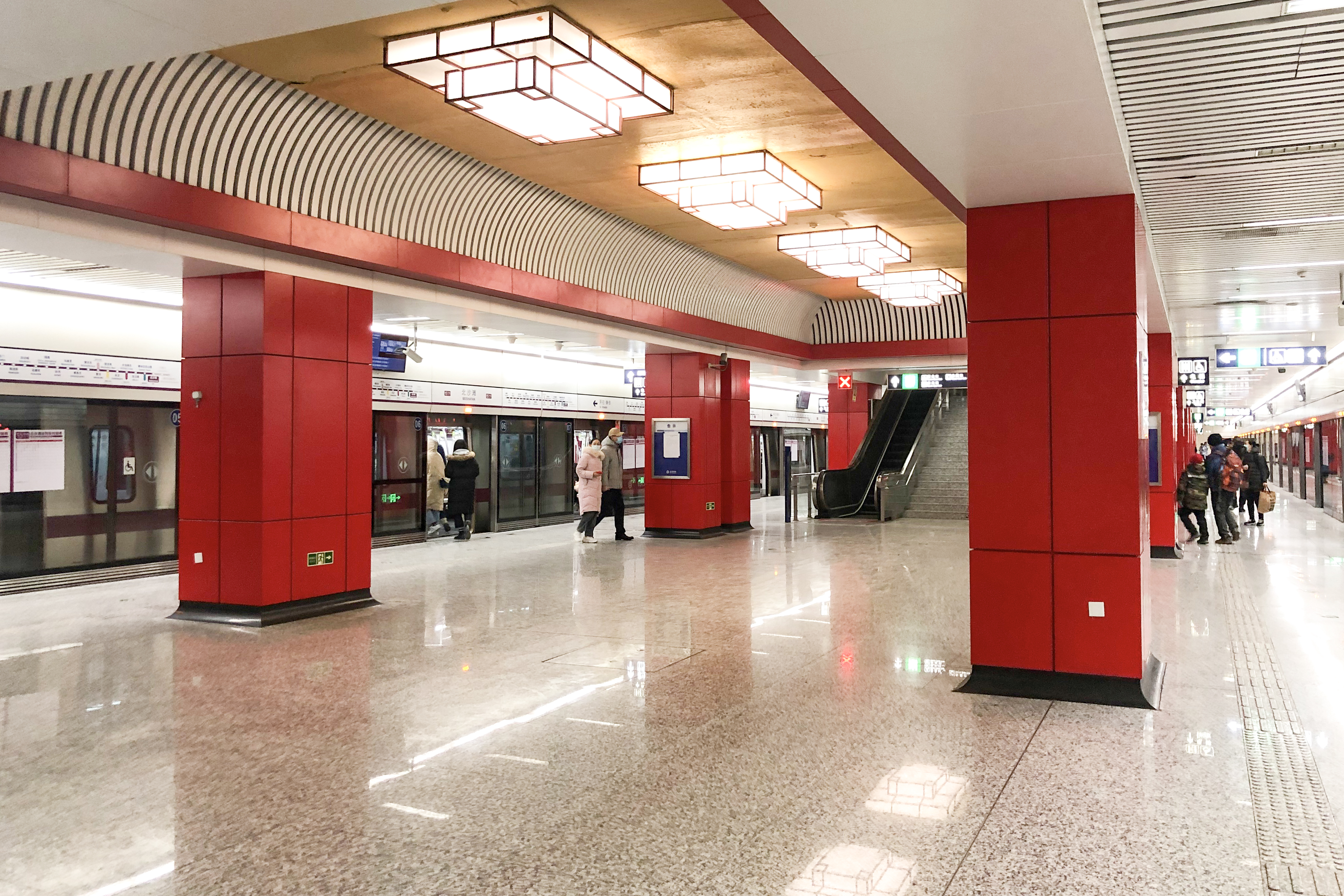
ホーム（2021年1月）

島式ホーム1面2線を有する地下駅。

## 駅周辺
- 紅星美凱龍北四環店
- 京蔵高速道路 清華東路（清華園）大屯路（北辰西路）インターチェンジ

## 隣の駅
北京地下鉄
■15号線
六道口駅 - 北沙灘駅 - オリンピック公園駅